# Енидже Вардар
 Тази статия е за населеното място.  За тютюневата фабрика вижте Енидже Вардар (Плевен).  
Ениджѐ Ва̀рдар или Па̀зар (срещат се и формите Ениджѐвардар или Йениджѐ Ва̀рдар, на гръцки: Γιαννιτσά, Яница̀, до 1926 година Γενιτσά, Йеница, на турски: Yenice-i Vardar, Йениджѐ-и Варда̀р или Vardar Yenicesi, Вардар Йениджеси) е град в Егейска Македония, Гърция, главен град на дем Пела в административна област Централна Македония. Населението му е около 30 хиляди души (2011).
Градът е основан от османския военачалник Евренос бей в края на XIV век и веднага става важен ислямски духовен, икономически и стратегически център. Тези функции обаче постепенно западат и още от средата на XVI век турското население на града започва да намалява вследствие на изселване и епидемии за сметка на славянското, което се увеличава до степен, че става мнозинство в началото на XX век. От средата на XIX век градът става сцена на културно-религиозната борба между българи и гърци в Южна Македония. В началото на XX век тя прераства във въоръжени сблъсъци, в които двете страни са оглавявани съответно от Апостол Петков и Гоно Йотов. През Балканската война в 1912 година край града се води важната за гръцкото настъпление Ениджевардарска битка. След Първата световна война, българското население на града постепенно се изселва към България, а турското – в Турция, а на тяхно място са заселени кариоти, малоазийски и понтийски гърци. В съвременността Енидже Вардар е модерен град с важна роля в местната икономика, като голям икономически и военен център със стратегическо положение.

## Етимология на името
Наименованието на града идва от турски език. Йенидже и Вардар означава буквално новичък [град] във Вардарията или долината на река Вардар. Българското наименование на града е Па̀зар, което обяснява функцията му на основно тържище за заобикалящите го в миналото български села, а гръцкото име на града Яница е преиначена форма на турското.

## География
Енидже Вардар е разположен в равнинна местност, в северозападния край на Солунското поле или Пазарското поле, оформено след пресушаването на Ениджевардарското езеро (Пазарското езеро или Гьольот), в южното подножие на планината Паяк (Пайко). Топографията в рамките на 3,5 километра около града варира малко като надморската височина, с максимална промяна на надморската височина от 129 метра и средна надморска височина от 45 метра. В рамките на около 20 километра се наблюдават също малки промени в надморската височина, но в диапазон от около 100 километра има големи вариации в надморската височина, поради близостта на Паяк планина.
Землището на града в диапазон от около 4 километра е покрито основно с обработваеми земи (56%), изкуствени повърхности (14%), гори (10%) и пасища (10%), в рамките на около 20 километра е заето предимно от обработваеми земи (69%) и гори (11%) и в рамките на около 100 километра диапазон – от обработваема земя (34%) и гори (33%).

### Климат
Територията на Енидже Вардар е предимно равнинна. Климатът на района е преходен, тоест зимата е на места тежка и студена, а лятото – горещо, сухо и безоблачно. През годината температурата обикновено варира между 1°C до 33°C и рядко пада под −4°C или се качва над 37°C.
Горещият сезон в града е с продължителност 3,3 месеца – от месец юни до септември. По време на горещия сезон средните дневни високи температури надвишават 27,7°C. Най-горещият месец в Енидже Вардар е юли, в който средната висока температура е 32,2°C, а средната ниска е 20°C. Студеният сезон от своя страна продължава 3,6 месеца – от ноември до март месец. Средната висока температура по време на студения сезон е под 13,3°C. Най-суденият месец в годината е януари, по време на който средната ниска температура е 1,11°C, а средната висока е 8,9°C.
| Климатични данни за Енидже Вардар  | Климатични данни за Енидже Вардар | Климатични данни за Енидже Вардар | Климатични данни за Енидже Вардар | Климатични данни за Енидже Вардар | Климатични данни за Енидже Вардар | Климатични данни за Енидже Вардар | Климатични данни за Енидже Вардар | Климатични данни за Енидже Вардар | Климатични данни за Енидже Вардар | Климатични данни за Енидже Вардар | Климатични данни за Енидже Вардар | Климатични данни за Енидже Вардар | Климатични данни за Енидже Вардар |
| Месеци                             | яну.                              | фев.                              | март                              | апр.                              | май                               | юни                               | юли                               | авг.                              | сеп.                              | окт.                              | ное.                              | дек.                              | Годишно                           |
| Средни максимални температури (°C) | 9                                 | 11                                | 15                                | 20                                | 25                                | 30                                | 32                                | 32                                | 27                                | 21                                | 14                                | 10                                | 18,7                              |
| Средни температури (°C)            | 5                                 | 6                                 | 10                                | 14                                | 19                                | 24                                | 26                                | 26                                | 22                                | 16                                | 10                                | 6                                 | 15,3                              |
| Средни минимални температури (°C)  | 1                                 | 2                                 | 5                                 | 9                                 | 14                                | 18                                | 20                                | 20                                | 16                                | 11                                | 6                                 | 2                                 | 10,3                              |
| Средни месечни валежи (mm)         | 28,3                              | 30,2                              | 31,8                              | 32,1                              | 34,3                              | 30,0                              | 21,9                              | 20,9                              | 30,7                              | 45,1                              | 51,0                              | 43,2                              | 399,5                             |
| Брой на дните с валежи             | 4.6                               | 4.7                               | 5.1                               | 5.6                               | 6.7                               | 5.5                               | 4.3                               | 3.9                               | 4.7                               | 5.4                               | 6.3                               | 6.1                               | 50.9                              |
| ---------------------------------- | --------------------------------- | --------------------------------- | --------------------------------- | --------------------------------- | --------------------------------- | --------------------------------- | --------------------------------- | --------------------------------- | --------------------------------- | --------------------------------- | --------------------------------- | --------------------------------- | --------------------------------- |
| Източник: weatherspark.com         |                                   |                                   |                                   |                                   |                                   |                                   |                                   |                                   |                                   |                                   |                                   |                                   |                                   |

Туристическият сезон е благоприятстван от ясни дни без дъжд и с температури между 18°C и 27°C. В този смисъл най-доброто време от годината за посещение на Енидже Вардар за общи туристически дейности на открито е от средата на май до края на юни и от края на август до началото на октомври, с пиково време в третата седмица на септември.

Както в миналото, така и днес през лятото ениджевардарци използват летовището в Обор в южните склонове на Паяк. За него Евлия Челеби пише през XVI век: 
| „ | Понеже през лятото климатът му става тежък, жителите му от месец юли до края на горещите дни излизат на летовището... На северозапад от този град средно на половин ден път далеч има едно чудесно летовище за посещаване. Освен жителите на Енидже Вардар през месец юли на това летовище изкачват с багажите си и жителите на много съседни градове и села и в продължение на 5 – 6 месеца набират свежест... Въздухът и водата са извънредно приятни, на много места има извори – източници на живот, чиято вода с много подземни тръби от печена глина е отведена в градските благотворителни заведения. Това летовище се украсява от най-разновидни дървета, като бор, хвойна, чемшир, планински кипариси и елхи. | “ |

## История

### Ранна история
Районът на Ботиая в Долна Македония е обитаван още от бронзовата епоха, вероятно от VII – VI век пр. Хр. В близост до съвременния град Енидже Вардар се намират руините на античните македонски градове Кирос и Пела, мраморни масиви от които са използвани за строежа на новия град. След Македонските войни (III – II век пр. Хр.) областта, известна вече като Ематия, влиза в границите на Римската империя и през нея минава важният път Виа Егнация. След разделянето на империята областта попада в пределите на Източната римска империя. Последователно като федерати на империята там са заселвани визиготи, остготи, славяни и в по-късно време вардариоти. В района през Средновековието е бил разположен и митрополитският център от Първото българско царство Сланица, най-вероятно това е отстоящото на 5 km селище Вехти Пазар (Сланик) или Постол (Пела). Според легенди, записани в началото на XX век, Енидже Вардар е „стар, основан от Венецианско време“ град и на мястото му преди Османското нашествие са се намирали няколко колиби.

### В Османската империя
Енидже Вардар е наново основан град след османското нашествие, вероятно между 1383 и 1387 година, и става седалище на Евренос бей и неговите наследници. Дълго време е населен само от турци, които го превръщат в главно културно, религиозно, военно и търговско средище в Османската империя. По поръчка на Евренос бей са построени джамия, кервансарай, имарет завие, медресе, баня и канализация, която довежда питейна вода от Паяк планина. В него той заселва акънджиите си и техните семейства, които преди това са обитавали Сяр. При синовете му Али бей и Иса бей градът допълнително се разширява, макар след второто османско превземане на Солун през 1430 година част от населението му да е изселено там от Мурад II. Най-значим османски мисионер в града през този период е Шейх Абдулах ил Илахи от ордена накшбандия. В тахрир дефтера от 1519 година са регистрирани 59 села във вакъфа на Евреносоглу, повечето от половината от които с турски имена, а останалите със славянски и гръцки имена.
| Година  | Мюсюлмани | Християни | Евреи | Общо ханета | Общо жители |
| 1519    | 1077      | 25        | 44    | 1146        | ~ 3 852     |
| 1528    | 580       | 24        | 0     | 604         | ~ 2 718     |
| 1542    | 622       | 37        | 0     | 659         | ~ 2 965     |
| 1568/70 | 791       | 63        | 0     | 854         | ~ 3 843     |
| 1691/4  | неизв.    | 589       | 0     |             |             |
| 1697    | неизв.    | 350       | 0     |             |             |

В края на XVI век обликът на града е променен и посетилият го през 1590 година венецианец Лоренцо Бернардо пише:
| „ | Тук живеят българи и мостът на Вардара е граница между България и Тесалия. Съвсем близо до моста има една къща, от която излезе една млада българка и ни предложи безквасен хляб. | “ |

Ценни пътеписни бележки за Енидже Вардар оставят още Ашик Мехмед (XVI век), Евлия Челеби (XVII век), Еспри-Мари Кузинери, Уилям Лийк, Едуард Лиър, Йохан Георг фон Хан, Емил Изамбер, Стефан Веркович, М. Ф. Карлова (XIX век), Адолф Щрук (XX век) и други.
През XIX век и началото на XX век градът е каймакамлък, а Ениджевардарско обхваща 70 села (6 мюсюлмански села, 3 смесени, едно арумънско и останалите български), предимно чифлигарски. Районът е предимно земеделски, като в миналото и днес в него се отглеждат зърно, ечемик, овес, царевица, сусам, памук и бостан. От Ениджевардарското езеро в миналото се добива риба и се правят рогозки от папур, като цялата стока се продава на пазарите в Солун. Също така се добива тютюн и се отглеждат копринени буби, като годишно се произвеждат 100 000 оки (128 000 kg) копринени пашкули. Част от населението се занимава и с винарство, като лозите са отглеждани в домовете и нивите в града. Еснафите са много слабо развити.
В XIX век градът е важен търговски център в Османската империя, но поради честите епидемии от малария Енидже Вардар запада икономически. През 1894 година е пусната в експлоатация железопътната линия Солун – Битоля, която заобикаля Енидже Вардар и допълнително го изолира. От съществуващите 35 хана за пътници в края на века до 1902 година остават едва 10 на брой.

### Възраждане
В първата половина на XIX век в Енидже Вардар няма църква и православното население се черкува в „Свети Атанасий“ в близкото село Пилорик. След Хатихумаюна от 1856 година и прокламирането на религиозно равенство, в 1858 година е получен султански ферман за построяване на църквата „Успение Богородично“, но трудно, тъй като Енидже Вардар е свещен град за мюсюлманите. С труда на местните жители и по инициатива на Георги Божков – Фаразъм храмът е завършен в 1860 година. Формирана е Ениджевардарската гръцка община, която се грижи за духовното развитие на гъркоманите в града и раздава стипендии на ученици в Солун. Паралелно е създаден гръцки съвет на старейшините, с който общината влиза в конфликт.
Английските пътешественички Джорджина Макензи и Аделина Ърби посещават в 1863 година Енидже Вардар и пишат:
| „ | Енидже Вардар наброява около шест хиляди къщи – половината български, половината турски... Както в околността и тук християните са славяни. Единствените гърци са учителят и владиката. Първенците използват гръцкия език в търговията, но нито една жена не го знае. Колкото до католическата пропаганда, двама български свещеници-униати сега служат в една стая, но се строи нова църква. | “ |

- Един наш приятел ни пише следующето писмо от Енидже Вардар
- Я ке ти пишем по-често, али незнам по бугарски нашето люгье овдеа не са пеяни, незнаат по бугарски да пеят, токмо по некои, и тии пишят и пеят по гръцки. Гръцкото владици не са клавали бугарски учителье, та да пеат дечинята ни по нашиот език. По църквити из цела Македония пеат и псалат по гръцки; и люгьето седаат као волове неразумят ни Кирие Елеисон що ке рекие. Али си сбороват у църквата за нивето, за лозето, за блатото, който си има гаалето. Сега како сми се сторили католици, имами бугарски учител, дечината пеат по бугарски. Па като си додат дома и запсалат Господи помилой; подай Господи Отца и сина; Свят свят; та ми е кеф, море кеф. Попо го неостаат люгьето да збороваат у църква, али да слушаат, па като запее вангельето, разумями шурда бурда, що е велел и чинил дедо Господ. Яшасън море дедото Папа! ми сега сми си чинили ристяне!
Овдеа фенерскиот владика вели, чи сми менили верата, али као що пулим, нищо не го имаат менено, он е лаж, Бога ми, що си губи интересот. Нашиот дедото Димо ни веле, чи ми сми пригърнали верата на нашити просветители Св. Кирила и Методия, нашити велеатлие, овде су описали Божьето писмо по нашиот мачедонски език. Пулиш вамо, како нашиот език е по-близко до стариот бугарски, токмо що е мещан с турски и гръцки сборове, крени турскити и гръцки сборове, па и членовити ке найдеш старо-бугарскиот език, по кой су писали нашити велеатлии. Али сега пулиш колко сми злочести, на незнаим нищо от язикот си от ови фанариоти, що ни са наклавали гръцки да пеем, па сми остали слепи.
Овдеа у цела Мачедония су бугаре люгьето. Токмо на юг от нашето касаба има 5 – 6 села, по 10 – 12 куки, що се веле Урумлук, тамо има гръци, и у Яння има гръци, али они ни са баш гръци, али су куцовласи погърчени, що им иззел биволот китапот, па као немат, пеят по гръцки и велят, що су елени.
Нашиот велеят е берекет, али гръци и арнаути арамие соидисуваат фукарата. Сега на султанско здравье солунскиот валия го има кренуто сити арнаути арамие, али владицити со фирман сойдисуат бугарето. Али сега ним дават се пулиха бугарето.
Овдеа е близко Олимб райот на гръцити, гдето поганскити им богове имаат пияно нектар; али има неколко годин, що се суши нектарот, та испукаха боговети. Сега го пият у Фенер гръцкити владици, али я трачем (мислим), оти скоро ке се суши и овой нектар, що тече от бугарето, па после неке найдат да пият ни расол (чорба от кисело зеле).
Енидже-Вардар, Богородичниот месяц 19 ден, 1862
ЕНИДЖЕ-ВАРДАР (Македония, Воденска епархия). – Слава Богу шо се отвори на Енидже училище да си пееме по бугарски и да си служиме на църквата по язикют ни...
Воденицкиут владика кир Никодимос ного са мъчи да не ощава да си пееме по бугарцки, ама се напразно му испадна; мъ като виде инатут нему се чини и толко църно му са виде Енидже, сега има шес месеци шо недойдел, и му писа на питропот му поп Щатко сакилариос, кой сака за да даде владичина, нека даде, кой неки даде нека щон за назут, и толко му е мъчно и гърдо за бугарцки оти пееме. От Енидже като бегаше да не чуе по бугарцки та седише на Водин без гайле, и там фати да го файке форизмото оти бе форесувал кой пее по бугарцки. Оти и там воденци като се нагласиха неколко отидоха на Св. Гора на Илендар мънастир си земаха на вака едно поп булгарцки за духовник да биде на Водин, и му се молиа на кир Никодимос да го ощава попут да служи по булгарцки. Секак мани найде он, и като видео ти нема файда, му даде изин и фатия да си служат по бугарцки. От тай болнотия шо бегаше кир Никодимос му дойде на главата, и сега се издия от сърце...
| “ | Първи ред, седнали, от ляво надясно: Димитър Карабашев, учител; Пенчо Кавракиров, учител от Солун; Григор Томов Фоцеларов от Енидже Вардар; Тома Костадинов Гърков от Енидже Вардар; Христо Сърбов Христов, шивач; Христо Пончанов (Чапоното), търговец от Енидже Вардар; Туфекчията; втори ред от ляво надясно: Христо Хаджи Койчев от Енидже Вардар, Антон Кривото учител; Пампулов, председател на комитета, учител от Кюстендил; Михаил Каяфов, търговец от Енидже Вардар; трети ред отляво: Петър Генчанов, търговец от Енидже Вардар; Иван Тенекеджията, търговец от Енидже Вардар; Митцо Петров Шемов, учител от Енидже Вардар; Иван Христов Мандалчев, търговец от Енидже Вардар; Иван Хаджи Костов, учител от Енидже Вардар; Тодор Никезов, учител от Енидже Вардар; Михаил Кожухаров, файтонджия от Енидже Вардар | ” |
|   | |   |

Движението за Българско възраждане в града е оглавено от поп Димо, който обаче поради преследване от страна на митрополит Никодим е принуден да приеме униатството. Униатското движение в града първоначално е във възход, но скоро заглъхва и повечето български семейства се връщат в православието. Нов удар върху българското движение е и затварянето и последвалата смърт на българския първенец Хаджи Тоде, наклеветен пред властите от владиката Никодим, но доста по-късно, през 1890-те години, успешно е създадена Ениджевардарската българска църковна община. Сред ръководителите на българската общност са и Петър Пожарлиев, Тодор Касап, Иван Караиванов, Хаджи Дионисий и други.
В дописка на вестник „Македония“ от Енидже Вардар от 1867 година по униатския въпрос се казва:
| „ | Долоподписаните соединени Българи жители на Вардарска околия, или на старата Македонска престолнина „Бела“ по турски денеска „Енидже Вардар“ по църковното отделение Воденска епархия... Толко годишното неучение и простота дотолко беше соборила духът на Македонските Българи, щото, като обаяни се пазеха от народни мисли да споменат, колко повеке да примат и да се захванат за народнийт извор. Колко обаче и да беха духом паднати... созидал друга църква Българска, Святих Апостол Петра и Павла, в която първ път са испела служба на народнийт ни язик, и Българско училище, в което пак почна да се предава Кирило-Методиевото наречие... | “ |

Александър Синве („Les Grecs de l’Empire Ottoman. Etude Statistique et Ethnographique“), който се основава на гръцки данни, в 1878 година пише, че в Йенидже (Yénidjé), Воденска епархия, живеят 2400 гърци. В 1889 година Стефан Веркович („Топографическо-этнографическій очеркъ Македоніи“) пише за Енидже Вардар:
| „ | Пазар (на турски Енидже), главният град на каазата Лука, е разположен в много плодородна местност. Жителите му са отчасти мюсюлмани, отчасти християни, но и едните и другите по националност са българи. | “ |

На австро-унгарската военна карта градът е отбелязан като Йенидже Вардар (Яница) (Jenidže Vardar (Janica), а на картата на Йоргос Кондоянис е отбелязан като Яница (Γιανιτσά), смесено селище. Според Николаос Схинас („Οδοιπορικαί σημειώσεις Μακεδονίας, Ηπείρου, Νέας οροθετικής γραμμής και Θεσσαλίας“) в средата на 80-те години на XIX век в Йеница (Γενιτσά) има около 800 мюсюлмански и 400 християнски семейства.
В края на XIX век в града се появява и сръбска пропаганда, която от 1891 година прави опити да отвори сръбско училище и в крайна сметка в 1897 година учителят на сръбска служба Петър Пасхалович-Гайевич получава „русат наме“ (позволение) за отваряне на училище.
Към 1900 година според статистиката на Васил Кънчов („Македония. Етнография и статистика“) Енидже Вардаръ (Пáзаръ) брои 9599 жители от които 4000 българи, 5100 турци, 25 гърци, 24 власи, 90 евреи, 300 цигани и 60 разни. Според Адолф Щрук около 1900 година Енидже Вардар е град с 2000 къщи, общо население от 9700 души, от които 6000 са турци, 3000 славяни, 700 гърци и власи.
Българското население е разделено в конфесионално отношение. По данни на секретаря на Българската екзархия Димитър Мишев („La Macédoine et sa Population Chrétienne“) в 1905 година в Йенидже Вардар (Yenidje Vardar) има 2800 българи екзархисти, 2800 българи патриаршисти гъркомани, 240 българи патриаршисти сърбомани, 320 българи униати, 80 българи протестанти и 5 гърци. В града работят основно и прогимназиално българско училище, четири основни и едно прогимназиално гръцко, основно сръбско и основно и прогимназиално българско униатско и основно протестантско училище. През 1906 – 1907 година в града български свещеници са архимандрит Дионисий, Гоно Траев, Михаил Димитров, Андон и Ставри. Според Екзархийското преброяване в Македония общият брой на екзархийските семейства се равнява на 496 „венчила“ или 2359 души.
Според Рихард фон Мах Йенидже-Вардар в християнската си част е български град с около 6000 българи жители, а тази част от Ениджевардарска кааза, която влиза във Воденската епархия, има 5136 българи екзархисти, 11 272 българи патриаршисти, 120 българи сърбомани, 520 българи католици и 80 българи протестанти, както и петима гърци. Пак там има 2 български класни училища и 10 основни училища с 20 учители и 760 ученици, 2 класни и 22 основни гръцки училища с 30 учители и 746 ученици, 1 класно и две основни сръбски училища с 6 учители и 49 ученици, както и 2 основни католически училища с 4 учители и 49 ученици.
Българските търговци в Енидже Вардар се организират в еснафи: шивашки, самарджийски, кожухарски, юрганджийски, бояджийски, басмаджийски и най-многобройния бакалски с 13 души. Сред по-известните търговци в града са Васил и Гоше Сомуренчеви, Никола Кундурджиев, Атанас Гьорчев, Нако Дуванджиев, Нако Чупаринов, Димо Ментов, Дионис, Мичо Попставрев и други. Представителни са двата магазина за платове и тези за стъкларски изделия, към които има четири големи склада за стъкло. Кочо Лушев притежава ресторант с прилежащ хотел, а Васо Кусиколчев има гостилница.
Според местния учител Костадин Кузманов в 1902 година в града има 1900 мохамедански къщи, 160 екзархийски, 630 патриаршистки, 40 униатски и 3 протестантски.

### Въоръжени сблъсъци и Младотурска революция
В началото на XX век Ениджевардарско, главно в Ениджевардарското езеро и Паяк планина, става поле на сражения между Вътрешнатата македоно-одринска революционна организация и войските на Османската империя. В града е основан гръцки революционен комитет, подпомагащ гръцката въоръжена борба в района на Ениджевардарското езеро срещу българските чети, начело с Апостол Петков. В комитета влизат Антон Касапов (Андонис Касапис, председател), поп Димитър Икономов (Димитриос Иконому, секретар), Христо Даскалов (Христос Дидаскалу, касиер), като всички са убити от дейци на българския комитет. В 1903 година е убита дъщерята на Касапов Велика Рома в Пилорик, в 1904 година – самият той, в 1907 година – Христо Даскалов край Гюпчево, а в 1909 година поп Димитър в Бабяни. Убити са и Христо Хаджидимитров (Христос Хадзидимитриу) на 17 юли 1905 година на пазарния площад на града, Дионисис Самоладас в 1904 година, Аристид Дуванджиев (Аристидис Дувандзис) и Дионис Чакмаков (Дионисис Цакмакис) в 1905 година, Яни Карабатаков (Янис Карабатакис) с племенницата му, Ставри Миджуров (Ставрос Мидзурис), Атанас Икономов (Атанасиос Иконому) и Атанас Органджиев (Атанасиос Органдзис) в 1906 година. Таен ръководител на гръцката пропаганда в града през цялото време е Йоанис Папавасилиу – Сфецос.